# La partita a carte
La partita a carte (La partie de cartes) è un film dei fratelli Auguste e Louis Lumière.

## Trama
Il film mostra tre personaggi che giocano a carte, ripresi frontalmente. Quello al centro, rivolto verso lo spettatore, è il padre dei fratelli Lumière. Un cameriere porta loro da bere e resta a guardare la partita, commentando e ridendo vistosamente durante la partita.
La figura del cameriere, così marcatamente comica, è un esempio di come le storie dei fratelli Lumière venissero arricchite da dettagli studiati apposta per la proiezione pubblica.
Lo scrittore Maksim Gor'kij, che vide il film nel luglio del 1896 a Nižnij Novgorod, descrisse in un articolo di giornale le proprie impressioni: 
(Note rapide, «Nižegorodskij listok», 4 luglio 1896.)

## Produzione
Le riprese furono effettuate nella Villa du Clos des Plage a La Ciotat, Bouches-du-Rhône da Louis Lumière che produsse il film.

## Distribuzione
La pellicola fu distribuita dalla «Cinématographe Lumière». Nel 1999, la Kino International  lo inserì in un'antologia  dedicata ai Lumière che uscì in DVD negli USA.

### Data di uscita
- Francia: 28 dicembre 1895
- Gran Bretagna:	20 febbraio 1896 (Londra)
- Russia: 16 maggio 1896
- Finlandia: luglio 1896
- USA: 1999  DVD
- Francia: 15 aprile 2005

### Altri titoli
- Partie d'écarté
- Card Game

## Remake
- Nel 1896 Georges Méliès ne realizzò un remake, Une partie de cartes, il primo film girato dal celebre regista francese e anche il primo prodotto per la sua casa cinematografica, la Star-Film, che porta il numero di catalogo "Star Film 1".